# Lijst van spelers van AS Bari
Dit is een lijst van voetballers die minimaal één officiële wedstrijd hebben gespeeld in het eerste elftal van de Italiaanse voetbalclub SSC Bari, US Bari, AS Bari of FC Bari 1908.

## A
- Abel Xavier
- Antonio Acerbis
- Ferruccio Achilli
- Antonio Afeltra
- Stefano Agresti
- Aílton
- Giuseppe Alberga
- Gabriele Aldegani
- Angelo Alessio
- Marcus Allbäck
- Riccardo Allegretti
- Giacinto Allegrini
- Sergio Almirón
- Edgar Álvarez
- Alfonso Ambrogio
- Antonio Ambrosi
- Domenico Amitrani
- Lorenzo Amoruso
- Luigi Anaclerio
- Michele Anaclerio
- Djavan Anderson
- Daniel Andersson
- Kennet Andersson
- Cristian Andreoni
- Primo Andrighetto
- Michele Andrisani
- Paolo Annoni
- Mirco Antenucci
- Filippo Antonelli
- Luca Antonelli
- Enrico Antonioni
- Gianni Ardemagni
- Felice Arienti
- Pier Luigi Armellini
- Alessandro Armenise
- Michele Armenise
- Giovanni Asnicar
- Oscar Ayala

## B
- Alcide Baccari
- Roberto Bacchin
- Carmelo Bagnato
- Franco Baldini
- Lorenzo Balestro
- Antonio Balzano
- Elvio Banchero
- Claudio Bandoni
- Onofrio Barone
- Barreto
- Bruno Baruzzi
- Graziano Battistini
- Giovanni Battistoni
- Antonio Bellavista
- Nicola Bellomo
- Pietro Bellomo
- Francesco Bellucci
- Giuliano Belluzzi
- Nicola Belmonte
- Simone Bentivoglio
- Pasquale Berardi
- Paolo Bergamo
- Alberto Bergossi
- Lando Bertagna
- Raffaele Bianco
- Stefano Bianconi
- Enzo Biato
- Emiliano Bigica
- Marco Biloni
- Antonio Bisigato
- Leonardo Bitetto
- Edy Bivi
- Zvonimir Boban
- Luigi Boccasile
- Mauro Boerchio
- Stefano Boggia
- Rudolfo Bonacchi
- Massimo Bonanni
- Silvio Bonino
- Simone Bonomi
- Leonardo Bonucci
- Nicola Bovari
- Andrea Bovo
- Giovanni Braga
- Massimo Brambati
- Luca Brambilla
- Per Bredesen
- Mariano Brentano
- Carlo Bresciani
- Mauro Bressan
- Luigi Bretti
- Emanuele Brioschi
- Alessio Brogi
- Stefano Brondi
- Salvatore Bruno
- Bruno Bruschettini
- Antonio Buccione
- Luigi Buglioni
- Davide Buono
- Aldo Busilacchi
- Cesare Butti

## C
- Nicola Caccia
- Giovanni Caffaro
- Luigi Caggianelli
- Fabio Calcaterra
- Luigi Caldarulo
- Vittorio Calvani
- Giuseppe Calzolari
- Grégory Campi
- Antonio Cancellieri
- Leonardo Candellone
- Marco Candrina
- Jarbas Faustinho Canè
- Roberto Canestrari
- Paolo Cangini
- Mario Cantarelli
- Francesco Capocasale
- Dino Capocchiano
- Lorenzo Cappa
- Francesco Caputo
- Angelo Carbone
- Amedeo Carboni
- Carlo Cardascio
- Angelo Carella
- Nicola Caricola
- Sandro Carlini
- Filippo Carobbio
- Andrea Carozza
- Angelo Carrano
- Massimo Carrera
- Davide Carrus
- Gianfranco Casarsa
- Francesco Casisa
- Lino Cason
- Valerio Cassani
- Antonio Cassano
- Michele Cassano
- Biagio Castaldo
- Donato Castellana
- José Castillo
- Biagio Catalano
- Michele Cataldo
- Roberto Cau
- Simone Cavalli
- Alberto Cavasin
- Severino Cavone
- Fabio Cazzola
- Umberto Cazzola
- Daniele Celiento
- Giampaolo Ceramicola
- Vicenzo Chiarenza
- Nicola Chiricallo
- Raphael Chukwu
- Bruno Cicogna
- Antonio Cilfone
- Francesco Cimarrusti
- Matteo Ciofani
- Nicola Citro
- Luciano Civero
- Paul Codrea
- Mario Colautti
- Mattia Collauto
- Angelo Colombo
- Corrado Colombo
- Gianni Colombo
- Gianfranco Comola
- Angelo Consagra
- Pierluigi Consonni
- Gennaro Constantino
- Paolo Conti
- Raul Conti
- Nicolás Córdova
- Claudio Correnti
- Mauro Corrieri
- Francesco Corsinelli
- Antonio Cortigiano
- Giacomo Cosmano
- Leonardo Costagliola
- Raffaele Costantino
- Gordon Cowans
- Domenico Creanza
- Marco Crimi
- Alferio Cubi
- Enrico Cucchi
- Fabio Cucchi
- Francesco Cuccovillo
- Angelo Cupini
- Francesco Curatoli
- Vito Curlo

## D
- Antonio D'Addosio
- Gaetano D'Agostino
- Marco D'Alessandro
- Antonio D'Angelo
- Giampietro Dalle Vedove
- Sandro Danelutti
- Gabriele Davanzante
- Diego De Ascentis
- Ivone De Franceschi
- Pascual De Gregorio
- Graziano De Luca
- Giuseppe De Martino
- Gaetano De Marzo
- Agostino De Nardi
- Roberto De Paoli
- Claudio de Pascalis
- Umberto De Petrini
- Roberto D'Ermilio
- Carlo De Risio
- Luigi De Robertis
- Gaetano De Rosa
- Luigi De Rosa
- Angelo De Ruggiero
- Alessio De Stefani
- Claudio De Tommasi
- Giorgio De Trizio
- Daniele de Vezze
- Alessandro Del Grosso
- Emanuele Del Zotti
- Giorgio Dentuti
- Davide Desideri
- Dante Di Benedetti
- Nicola Di Bitonto
- Giacomo Di Cara
- Valerio Di Cesare
- Palmiro Di Dio
- Antonio Di Gennaro
- Silvio Di Gennaro
- Michele Di Mingo
- Augusto Di Muri
- Marco Di Vaio
- Giorgio di Vicino
- Souleymane Diamoutene
- Marcello Diomedi
- Davide Dionigi
- Thomas Doll
- Massimo Donati
- Mariano Donda
- Innocenzo Donina
- Tommaso D'Orazio
- Diaw Doudou
- Almamy Doumbia
- Giulio Drago
- Alessandro Duè
- Ottorino Dugini
- Eugenio D'Ursi

## E
- Mark Edusei
- Antonino Elefante
- Ugochukwu Enyinnaya
- Paolo Erba
- Giuseppe Esposito
- Marco Esposito

## F
- Camillo Fabbri
- Josif Fabian
- Bruno Fantini
- Mario Fara
- Frank Farina
- Sisto Farinelli
- Franco Fasoli
- Gino Ferioli
- Gustavo Fernández
- Fernando
- Vincenzo Ferrante
- Luigi Ferrari
- Matteo Ferrari
- Attilio Ferraris
- Luigi Ferrero
- Fabio Ferri
- Fabrizio Ficini
- Daniele Fiorentino
- Fabrizio Fioretti
- Gerardo Fiorillo
- Francesco Flachi
- Italo Florio
- Alberto Fontana
- Francesco Fonte
- Giulio Forte
- Daniele Fortunato
- Angelo Frappampina
- Pierluigi Frattali
- Annibale Frossi
- Nicola Fumai
- Carlo Furlanis
- Massimiliano Fusani
- Fabio Fusco
- Onofrio Fusco

## G
- Gaetano Gaeta
- Cristian Galano
- Gianluca Galasso
- Franco Galletti
- Aurelio Galli
- Giuseppe Galluzzo
- Raffaele Gamberini
- Alberto Gambi
- Massimo Ganci
- Massimo Gargani
- Luciano Gariboldi
- Stefano Garuti
- Paolo Garzelli
- Luigi Garzya
- Luciano Gaudino
- Carmine Gautieri
- Dario Gay
- Alessandro Gazzi
- Leonardo Generoso
- Donato Gentile
- Luca Gentili
- Gerson
- Carlo Gervasoni
- Abdelkader Ghezzal
- Italo Ghizzardi
- Domenico Giacobbe
- Paolo Giammarco
- Antonio Giammarinaro
- Federico Giampaolo
- Diego Giannattasio
- Luigi Giannini
- Jean-François Gillet
- Rodolfo Giorgetti
- Giuseppe Giorgino
- Giuseppe Giusto
- Kamil Glik
- Denis Godeas
- Tomislav Gomelt
- Fernando Gonella
- Roberto Goretti
- András Gosztony
- Natalino Gottardo
- Manlio Grandi
- Francesco Grandolfo
- Elio Grani
- Marcello Grassi
- Giuseppe Greco
- Attilio Gregori
- Maurizio Gridelli
- Aristide Griffith
- Cesare Grossi
- Gabriele Grossi
- Salvatore Guastella
- Stefano Guberti
- Miguel Guerrero
- Mariano Gutiérrez

## H
- Zaccaria Hamlili
- Erik Huseklepp

## I
- Iago Falqué
- Luigi Imparato
- Giovanni Indiveri
- Antonio Infimo
- Klas Ingesson
- Giuseppe Ingrosso
- Duccio Innocenti
- Maurizio Iorio
- Ivo Isetto

## J
- Abderrazzak Jadid
- Jaime
- Robert Jarni
- João Paulo
- Giuseppe Joscha

## K
- Pedro Kamata
- Michele Kincses
- Peter Knudsen
- Vladimir Koman
- Kamil Kopúnek
- Vital Koetoezaw

## L
- Antonio La Fortezza
- Antonio La Palma
- Carmelo La Torre
- Giorgio La Vista
- Santiago Ladino
- Ilario Lamberti
- Antonio Langella
- Davide Lanzafame
- Matteo Lanzoni
- Maurizio Laureri
- Nicola Legrottaglie
- Giacomo Libera
- Liborio Liguori
- Marcelo Lipatín
- Luca Liso
- Angelo Lo Vecchio-Musti
- Mario Loetti
- Lorenzo Lollo
- Antonio Lonardi
- Antonio López
- Néstor Lorenzo
- Giovanni Loseto
- Ivan Loseto
- Onofrio Loseto
- Pasquale Loseto
- Valeriano Michele Loseto
- Renato Lucchi
- Giovanni Ludwik
- Fabio Lupo
- Riza Lustha

## M
- Robert Maah
- Angelo Maccagni
- Stefano Maccoppi
- Michael Madsen
- Tommaso Maestrelli
- Franco Magnaghi
- Enzo Magnanini
- Pietro Maiellaro
- Mattia Maita
- Valerio Majo
- Attilio Maldera
- Francesco Mancini
- Franco Mancini
- Amedeo Mangone
- Riccardo Maniero
- Gian Paolo Manighetti
- Emanuele Manitta
- Alessandro Mannini
- Claudio Mantovani
- Livio Manzin
- Antonio Marcolini
- Michele Marcolini
- Davide Marfella
- Angelo Mariano
- Mijat Marić
- Benedetto Marino
- Diego Fernando Markic
- Corrado Marmo
- Giovanni Marongiu
- Manuel Marras
- Ivano Martini
- Poerio Mascella
- Natale Masera
- Andrea Masiello
- Salvatore Masiello
- Phil Masinga
- Giuseppe Materazzi
- Bruno Mazza
- Giuseppe Mazzarelli
- Mario Mazzoni
- Ermes Medici
- Riccardo Meggiorini
- Amerigo Menutti
- Ernesto Meraviglia
- Giampaolo Merciai
- Matteo Merini
- Gabriele Messina
- Carlo Mezzi
- Vittorio Micolucci
- Andrea Milani
- Alessandro Minelli
- Ferdinando Miniussi
- Paolo Monelli
- Giovanni Mongelli
- Lugi Monopoli
- Adriano Montalto
- Marcello Montanari
- Ilario Monterisi
- Antonio Montico
- Nicola Mora
- Giuseppe Moro
- Simone Motta
- Manlio Muccini
- Lucio Mujesan
- Carlo Mupo

## N
- Antonio Narciso
- Rachid Neqrouz
- Luigi Nicassio
- Claudio Nitti
- Sergio Notariale
- Salvatore Novembrio

## O
- Stefano Okaka
- Davide Olivares
- Nello Orlandi
- Vincenzo Orlando
- Armando Ortoli
- Yksel Osmanovski
- Gennaro Ottogalli

## P
- Daniele Padelli
- Giuseppe Pagana
- Luciano Paganini
- Biagio Pagano
- Francesco Palmieri
- Angelo Panara
- Giuseppe Papadopulo
- Lorenzo Paradiso
- Pietro Parente
- Rocco Paris
- Alessandro Parisi
- Matteo Paro
- Andrea Pasquini
- Gianni Pauselli
- Francesco Pedone
- Stefano Pellegrini
- Giuseppe Pellicanò
- Domenico Penzo
- Carlo Perrone
- Marco Perrotta
- Simone Perrotta
- Vito Petruzzelli
- William Pianu
- Nicola Piccarreta
- Achille Piccini
- Marco Piccinni
- Giovan Battista Pienti
- Piero Pietrasanta
- Adriano Piraccini
- Marco Pisano
- Franchesco Pisichhio
- Lionel Pizzinat
- David Platt
- Paolo Poggi
- Gustavo Polenta
- Luigi Porro
- Guido Postiglione
- Domenico Progna
- Igor Protti
- Luciano Prunea
- Carmelo Puglisi
- Nico Pulzetti
- Luigi Punziano

## Q
- Emanuele Quadrello

## R
- Florin Raducioiu
- Giuseppe Raffaele
- Andrea Raggi
- Alfredo Ragone
- Ivan Rajčić
- Luigi Rana
- Andrea Ranocchia
- Gianluca Ricci
- Paul Rideout
- Michele Rinaldi
- Elio Rinero
- Roberto Ripa
- Emanuel Rivas
- Ivan Rizzardi
- Christian Romanelli
- Giovanni Romano
- Danilo Ronzani
- Silvio Rosa
- Elia Roselli
- Giorgio Roselli
- Giorgio Rossano
- Fabrizio Rossi
- Generoso Rossi
- Gianni Rossi
- Marco Rossi
- Jonathan Rossini
- Raffaele Rossini
- Maurizio Ruberto
- Gergely Rudolf

## S
- Vinicio Sabbatini
- Alessio Sabbione
- Ulderico Sacchella
- Hany Saïd
- Luigi Sala
- Domenico Santamato
- Duilio Santarosa
- Aldo Santoni
- Nicola Santoni
- Vincenzo Santoruvo
- Luigi Sardei
- Michele Sassanelli
- Carlo Sassarini
- Rosario Sasso
- Massimiliano Scaglia
- Lorenzo Scarafoni
- Pierpaolo Scarrone
- Giuseppe Scategni
- Saverio Sciacovelli
- Arcangelo Sciannimanico
- Claudio Sclosa
- Giulio Sega
- Gianni Seghedoni
- Daniel Semenzato
- Primo Sentimenti
- Aldo Serena
- Tony Sergeant
- Alessio Sestu
- Ferdinando Sforzini
- Oronzo Sgobba
- Alessandro Sgrigna
- Lorenzo Sibilano
- Bruno Siciliano
- Arduino Sigarini
- Luca Siligardi
- Simone Simeri
- Antonio Soda
- Sodinha
- Luciano Sola
- Gianluca Sordo
- Vitangelo Spadavecchia
- Dino Spadetto
- Giuseppe Spalazzi
- Vittorio Spimi
- Gionatha Spinesi
- Giuseppe Statella
- Adone Stellin
- Cristian Stellini
- Carlo Stradella
- Nicola Strambelli
- Adrian Stoian

## T
- Luca Tabbiani
- Giuseppe Taglialatela
- Carlo Tagnin
- Nicola Taiano
- Massimiliano Tangorra
- Ermanno Tarabbia
- Emmerich Tarabocchia
- Michele Tarallo
- Tommaso Tatti
- Vicenzo Tavarilli
- Guido Tavellin
- Alessio Tendi
- Marcello Tentorio
- Angelo Terracenere
- Giovanni Tiberi
- Costante Tivelli
- Antonio Toffanin
- Alberto Tonoli
- Pierfranco Toschi
- Sandro Tovalieri
- Giuseppe Tramelli
- Sergio Trevisan
- Gaetano Troja

## U
- Corrado Urbano
- Josef Uridil

## V
- Jaime Valdés
- Giuseppe Valenti
- Daniele Vantaggiato
- Iramo Vanz
- Franco Vanzini
- Giancarlo Vasini
- Nicola Ventola
- Angelo Venturelli
- Fabio Vignaroli
- Alcide Violi
- Giuseppe Virgili
- Armando Visconti
- Bruno Visentin
- Rosario Vitolo
- Francesco Volpato
- Rey Volpato
- Ermenegildo Volpi
- Sergio Volpi
- Alex von Schwedler
- Michele Voros

## Z
- Italo Zamberletti
- Gianluca Zambrotta
- Danilo Zamparo
- Marco Zanchi
- Giulio Zignoli
- Vito Zizzariello
- Andreej Zuczkowski